# Șevcenkove, Vasîlkivka
Șevcenkove (în ucraineană Шевченкове) este localitatea de reședință a comunei Șevcenkove din raionul Vasîlkivka, regiunea Dnipropetrovsk, Ucraina.

## Demografie
Componența lingvistică a localității Șevcenkove
     Ucraineană (94,51%)
     Rusă (4,66%)
Conform recensământului din 2001, majoritatea populației localității Șevcenkove era vorbitoare de ucraineană (94,51%), existând în minoritate și vorbitori de rusă (4,66%).